# Institut d'études politiques de Grenoble
 (mars 2023).
L'Institut d’études politiques de Grenoble (IEPG), dit « Sciences Po Grenoble - UGA », est une grande école française située  sur le campus de Saint-Martin-d'Hères, près de Grenoble. 
Recrutant ses élèves par concours, l'institut a pour objectif de former les hauts cadres de la nation, autant dans le secteur public que dans le secteur privé. Il est rattaché par décret à l'université Pierre-Mendès-France devenue université Grenoble-Alpes en 2016. Membre de l'Alliance des grandes écoles Rhône-Alpes, l'institut est associé à la communauté université Grenoble-Alpes qui a obtenu en juillet 2021 la labellisation Initiative d'excellence. Depuis le 1er janvier 2020, Sciences Po Grenoble - UGA est un établissement composante avec personnalité morale de l’Université Grenoble Alpes. En 2021, l'Institut est entré dans la Conférence des grandes écoles.
C'est l'un des onze instituts d'études politiques (IEP) de France et, depuis 1967, l'un des deux IEP dits « d'équilibre », avec celui de Bordeaux, leur valant alors plus de moyens en personnel, documentation et recherche. Par ailleurs, il fait partie des trois instituts d'études politiques en France avec Bordeaux et Paris à conserver son propre concours d'entrée.

## Histoire
L'établissement est créé grâce, en partie, à Jean-Marcel Jeanneney, par décret le 4 mai 1948 sous le nom « d’Institut d’études politiques de l’université de Grenoble ». L'établissement est situé au 1 rue général Marchand à Grenoble. L'année 1955 voit l'arrivée d’un fonds de bibliothèque pour l’IEP, en provenance de la Faculté de droit. L'année 1958 marque un changement avec la nomination du second directeur Jean-Louis Quermonne. Ce dernier créé le Centre de recherche sur l’aménagement du territoire en 1964, ancêtre de l'actuel Laboratoire Pacte, mais surtout, il prépare l'institution à son déménagement à la rentrée scolaire 1966 sur le domaine universitaire de Grenoble tandis qu'elle prend son nom actuel en application du décret du 18 janvier 1969. C'est un établissement public à caractère administratif dont le statut est fixé par le décret du 18 décembre 1989.
En mars 1989, l'institut d'études politiques et le ministère de la Culture sont à l'origine de la création de l'observatoire des politiques culturelles qui travaille sur les évolutions de la culture dans notre société et sur les politiques publiques liées au monde de la culture.  
En 2013, la hausse des frais d'inscription de l'institut relayée par les médias provoque le mécontentement des élèves, mais le directeur la présente comme la solution pour assurer « la pérennité du modèle de formation ».
Depuis octobre 2015, le Conseil d'Administration est présidé par Laurent Olléon, conseiller d’État. En 2017, l'IEP est choisi par des conseils citoyens grenoblois pour recevoir la formation certifiante nécessaire au bon fonctionnement de leur collectivité locale et leur donner la possibilité d'agir en connaissant le circuit d’une décision de politique publique.
En 2017, les locaux de l'institut font l'objet d'une rénovation ainsi que d'une extension de 1 890 m2 portant la surface de ses locaux à 9 065 m2 et donnant l'occasion d'installer devant l'entrée une statue géante d'Hypnos, dieu du sommeil.
En 2018, l'Institut fête ses 70 ans avec une série de conférences, expositions, évènements sportif et culturel ainsi que par la publication en septembre aux Presses universitaires de Grenoble de l'ouvrage L'institut, contenant 18 nouvelles rédigées par d'anciens étudiants de l'établissement devenus écrivains, ainsi que par un étudiant de la Conférence des grandes écoles. Il s'agit d'une étape importante pour l'Institut, qui devient officiellement une Grande Ecole sur le plan légal. Enfin, l'Initiative d'excellence (IDEX) officialise l'intégration définitive de l'IEPG dans l'université Grenoble-Alpes. 

### Directeurs
Onze directeurs ont été à la tête de l'Institut depuis 1948.
| Années      | Directeur            | Note                                      |
| ----------- | -------------------- | ----------------------------------------- |
| 1948-1958   | André Mathiot        | professeur de droit                       |
| 1958-1969   | Jean-Louis Quermonne | professeur de science politique           |
| 1969-1971   | Jean Leca            | professeur de science politique           |
| 1971-1981   | Claude Domenach      | administrateur civil                      |
| 1981-1988   | Yves Schemeil        | professeur de science politique           |
| 1988-1995   | François d'Arcy      | professeur de science politique           |
| 1995-2002   | Henri Oberdorff      | professeur de droit                       |
| 2002-2005   | Pierre Bréchon       | professeur de science politique           |
| 2005-2012   | Olivier Ihl          | professeur de science politique           |
| 2012-2020   | Jean-Charles Froment | professeur de droit public                |
| 2020-2025   | Sabine Saurugger     | professeure de science politique          |
| Depuis 2025 | Simon Persico        | enseignant-chercheur en science politique |

### Identité visuelle

Logo avant 2011.
Logo à partir de 2011.
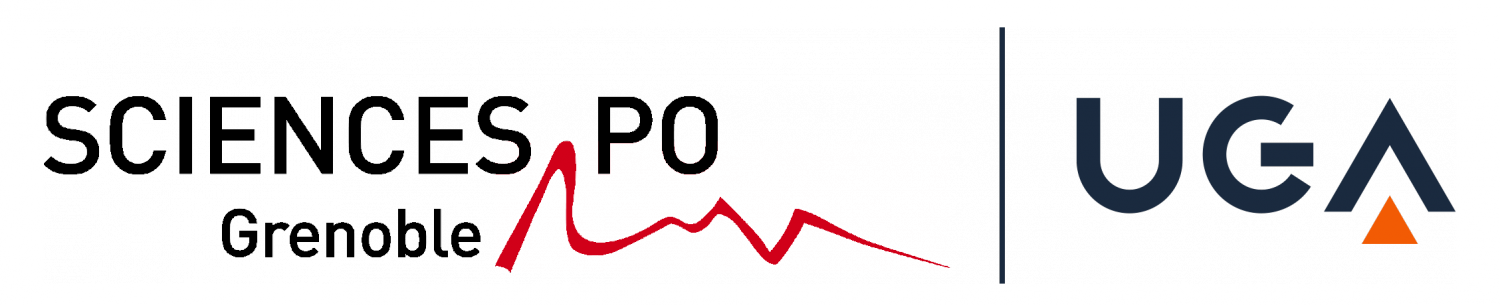
Logo à partir de 2019.
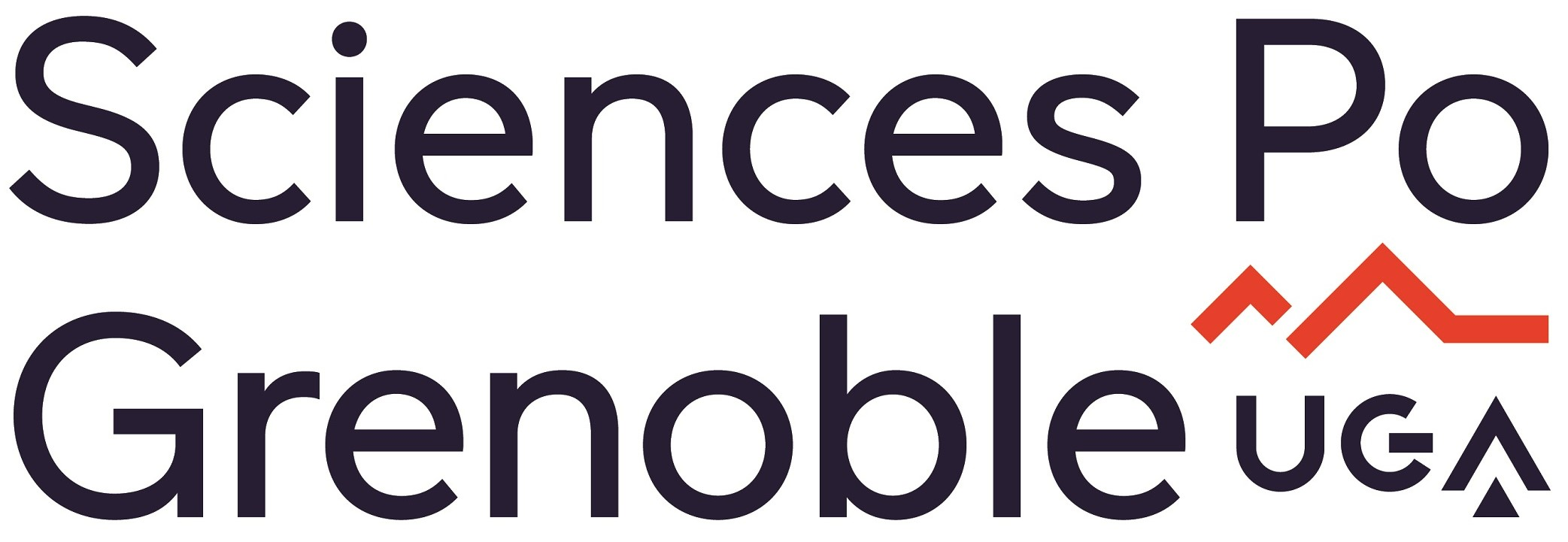
Logo à partir de 2023.

### Affaire des collages
À la fin de l'année 2020, Klaus Kinzler et Vincent T., maître de conférences au laboratoire Pacte, sont au centre d'une controverse à la suite d'un désaccord sur la journée de débats intitulée « Racisme, antisémitisme et islamophobie ». Klaus Kinzler exige que le terme islamophobie, dont il interroge la pertinence, soit retiré. Claire M., enseignante participant à l'organisation de cette journée, refuse arguant notamment que le nom a été voté et que son utilisation n'empêche pas de questionner sa pertinence. S'ensuivent des messages houleux dans lesquels, selon David Perrotin de Mediapart, Klaus Kinzler et Vincent T. mettent notamment en cause les sciences sociales et les musulmans. Claire M., se plaint alors de « harcèlement ». En décembre 2020, dans une communication interne signée par Anne-Laure Amilhat Szary, directrice du laboratoire PACTE apporte son soutien à l'enseignante,. La polémique continue sur les réseaux sociaux. Le 4 mars 2021, les noms des deux enseignants sont affichés à l'entrée du campus, un placardage relayé par la section locale de l'UNEF. La polémique s'étend médiatiquement au niveau national, quelques mois seulement après l'assassinat de Samuel Paty,
En mai 2021, l'inspection de l'Éducation nationale rend un rapport d'enquête. La direction est dénoncée pour ne pas avoir correctement gérée la situation. Il est également pointé le principal syndical étudiant qui maintient un climat de pression. L'inspection critique Klaus Kinzler pour avoir porté atteinte à la réputation du corps enseignant et de l'Institut,.
Le 19 novembre 2021, seize des dix-sept étudiants de l'Union syndicale mis en cause dans cette affaire sont relaxés par les autorités universitaires de Clermont-Ferrand, la seule étudiante condamnée ne l'est pas pour cette affaire. Klaus Kinzler déclare que l'IEP de Grenoble serait devenu un « camp d'éducation, voire de rééducation politique »,,.
En décembre 2022, un vote du conseil régional Auvergne-Rhône-Alpes acte l’annulation du versement d’une somme de 400 000 euros, habituellement allouée aux étudiants de Sciences Po pour leur cursus à l’étranger, la raison avancée étant la supposée « longue dérive idéologique et communautariste » de l’école. La direction de l’IEP choisit de ne pas réagir à cette suppression de subventions.

### Militantisme pro-palestinien
En avril 2025, une série de blocages est organisée à l’IEP en réaction à une série de sanctions prises par la direction. Un bras de fer entre les militants pro-palestiniens et la direction s’engage. Des slogans et des pancartes sont placardés sur les murs aux côtés des drapeaux palestiniens ou antifasciste. Les bloqueurs reçoivent le soutien de la députée La France insoumise de l’Isère Élisa Martin. Les activistes obtiennent de la direction le droit de rédiger une motion « de soutien au peuple palestinien » qui sera soumise au vote lors du prochain conseil d’administration de l’UGA (université Grenoble Alpes) dont l’IEP fait partie.

## Conditions d'admission

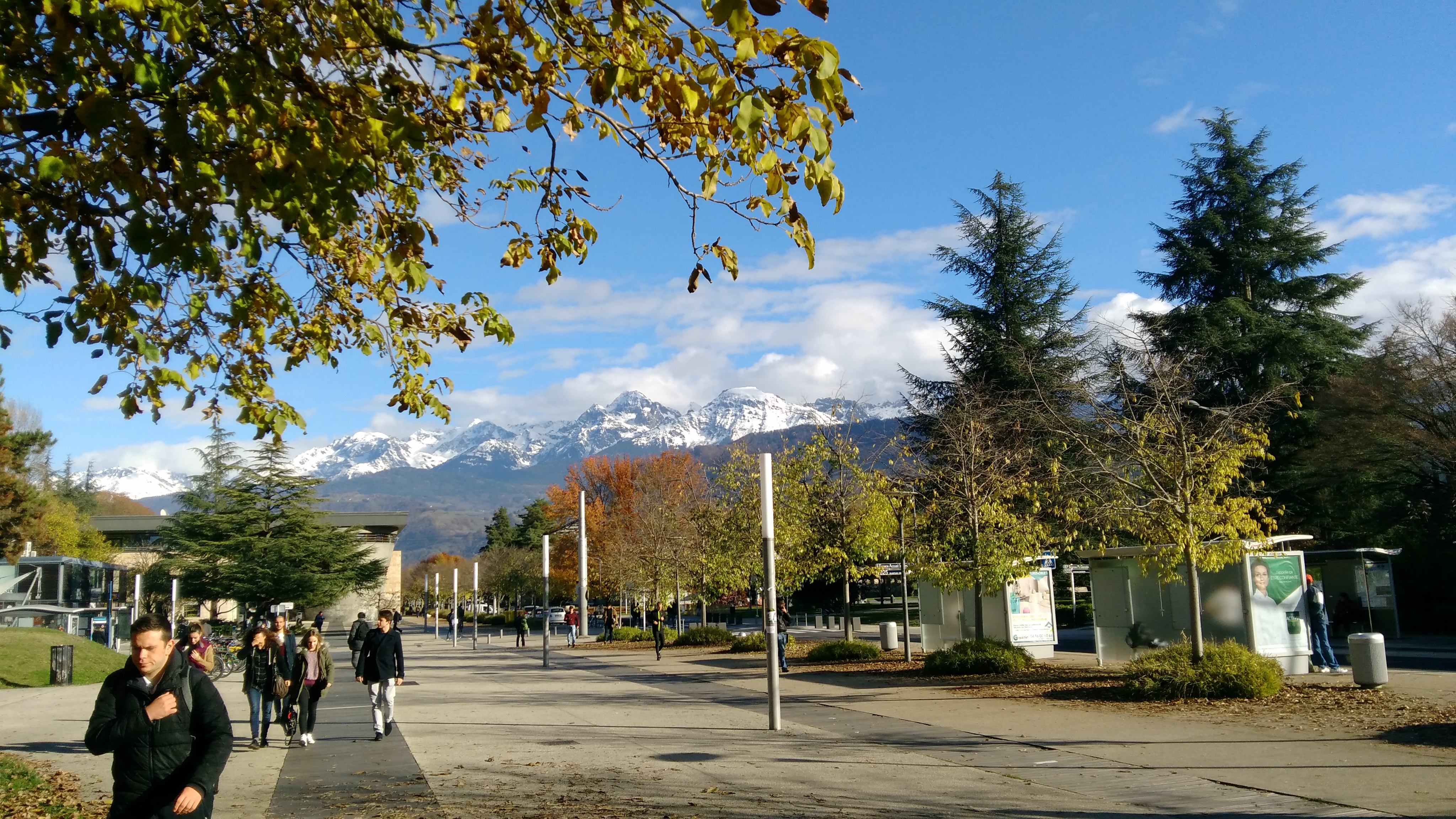
L'avenue centrale du domaine universitaire au niveau de Sciences Po Grenoble-UGA (2016).

L'IEP de Grenoble dispense une formation sélective visant à former des cadres supérieurs des secteurs privé ou public. L’admission à l'Institut se fait par concours en 1re ou 4e année. Le concours d’entrée en première année reste propre au site grenoblois car il ne s'associe pas aux sept autres instituts.
Sciences Po Grenoble - UGA propose également des parcours de deuxième cycle accessibles par voie de concours en quatrième année aux étudiants titulaires d'un niveau Bac+3.
En 2014, l'institut signe une convention pérennisée avec l'Institut d'études politiques de Paris et l'Institut d'études politiques de Bordeaux, visant à améliorer la mobilité des étudiants et approfondir la coopération entre ces trois établissements. Ce partenariat permet notamment aux étudiants de Sciences Po Grenoble - UGA d'accéder aux programmes de master de Sciences Po Paris « Droit économique », « Carrières judiciaires et juridiques », « Organisations et management des ressources humaines », « Stratégies territoriales et urbaines » et « Governing the Large Metropolis ».
En 2022, le concours d'accès à l'école est réformé, avec la mise en place d'une épreuve orale intégrée au processus du dossier des notes de première et terminale sur Parcoursup. En 2022, le taux de sélection de Sciences Po Grenoble -UGA est de 10 %[source insuffisante].

## Cursus
En 2004, la scolarité a été étendue de quatre à cinq ans dans le cadre du système européen « LMD ».
Une année internationale (en 2e année) est proposée systématiquement aux étudiants de l'Institut, grâce aux nombreuses conventions avec des universités étrangères.

### Le premier cycle
Dans la tradition des instituts d'études politiques, le premier cycle de Sciences Po Grenoble - UGA privilégie un enseignement généraliste (basé sur l'étude du droit, de l'économie, des sciences politiques ou encore des relations internationales) et engage l’étudiant dans l’exploration méthodique des fondamentaux de ces disciplines qui seuls, lui garantissent de dominer plus tard les spécialités professionnelles qui en ont dérivé. Quelques cours optionnels permettent cependant à l’étudiant de flécher son parcours en première année puis, en troisième année, de se spécialiser dans l'une des quatre sections suivantes : Institutions et mutations de l'action publique, Politique, Affaires économiques et financières et . Sociétés, régulations et innovations.
La deuxième année est une année passée à l'étranger dans une université partenaire du monde entier. Les élèves partant en Europe reçoivent une bourse Erasmus ou de la région Rhône-Alpes. Pour le reste du monde, les étudiants ont le droit à une bourse accordée par la région, au montant relatif à la destination choisie. Les étudiants poursuivent leur parcours dans l'université choisie et rentrent de cette année en étant bilingues.
La troisième année comprend, outre une première spécialisation via les conférences de méthode et les enseignements magistraux, la réalisation d'un mémoire ou d'un papier de recherche. Ce travail fait l'objet d'une soutenance. Son sujet est déterminé par le choix d'un séminaire. La troisième année se termine par l'épreuve du grand oral.
À la fin de ces trois premières années, les étudiants se voient remettre le bachelor.

### Le second cycle
L'Institut d'études politiques de Grenoble délivre une vingtaine de spécialités de diplôme, classées par thématiques.
Outre le diplôme de l'IEP, l'institut délivre un certificat d'études politiques pour les étudiants étrangers et développe une offre de formation continue. Par ailleurs, l'institut créé en 2010 un diplôme conjoint avec Grenoble École de management en matière de journalisme économique,.
En 2021, Sciences Po Grenoble - UGA annonce la création de deux doubles diplômes conjoints avec Grenoble École de management[source secondaire souhaitée]. Les élèves de l'IEPG pourront donc rejoindre le Programme Grande Ecole de l'école de commerce.

### Le centre de préparation aux métiers de l'administration publique
L'établissement dispose d'un centre de préparation au concours de l'École nationale d'administration (ex Prep/ENA), qui prépare également à d'autres concours de la haute fonction publique, tels que l'EHESP (Directeur d'hôpitaux et d'établissements médicaux sociaux), le concours du Quai d'Orsay, l'École nationale de la magistrature, l'EN3S...).
L'établissement dispose également d'un Centre de préparation à l'administration générale (CPAG) qui prépare les étudiants, mais aussi les fonctionnaires aux concours de catégorie A (Institut régional d'administration, attaché territorial, inspecteur des finances publiques, inspecteur des douanes, directeur de la probation et de l'insertion, directeur d'hôpital, etc).

## Partenariats internationaux
Sciences Po Grenoble - UGA dispose d'un réseau mondial de plus de 170 universités partenaires sur les cinq continents, et a établi des partenariats avec des universités de rang mondial telles que l'Université de la Colombie-Britannique (parmi les plus prestigieuses d'Amérique du Nord et du monde), l'université de Montréal, le Trinity College à Dublin (meilleure d'Irlande), l'université d'Amsterdam, l'Universidad Complutense (classée meilleure d'Espagne), et l'Université des études internationales de Shangha (SISU), l'une des meilleures universités de langue de Chine. 
Il existe également des doubles-diplômes spécialisés délivrés avec l'université de Constance, l'université de Salamanque ainsi que depuis 2020 avec l'UQAM de Montréal.

## Recherche
L’IEP de Grenoble dispose de trois laboratoires de recherche.
Le laboratoire Pacte est le plus important centre de recherche en sciences sociales en France. Il rassemble des politistes, des sociologues, des économistes, des juristes, des historiens, des géographes et des urbanistes. Il s'agit d'une unité mixte de recherche avec le Centre national de la recherche scientifique (CNRS) et l'université Grenoble-Alpes.
Le CERDAP² (Centre d’Études et de Recherche sur la Diplomatie, l’Administration Publique et le Politique) : Administrations publiques, Criminologie, Relations Internationales et Diplomatie.
Le CESICE (Centre d’Études sur la Sécurité Internationale et les Coopérations Européennes) : Études internationales, Études européennes, Histoire des Droits de l’Homme et Droits de l’Homme.

## Personnalités liées à Sciences Po Grenoble - UGA

### Enseignants
L'IEP de Grenoble compte plus de soixante-dix enseignants permanents. Il compte aussi bien des attachés temporaires d'enseignement et de recherche (ATER), que des professeurs associés à temps partiel (PAST), des professeurs agrégés de l'enseignement secondaire (PRAG), des professeurs certifiés du second degré (PRCE) ou encore également des intervenants extérieurs issus du monde professionnel (près de 350 chaque année). Certaines filières sont ouvertes à l'alternance (agréées par Format sup) et proposent des contrats de professionnalisation.

### Élèves
Cette section ne s'appuie pas, ou pas assez, sur des sources secondaires ou tertiaires indépendantes du sujet. Le texte peut contenir des analyses inexactes ou inédites de sources primaires.
Pour l'améliorer, ajoutez-en, ou placez des modèles {{Source secondaire souhaitée}} ou {{Source secondaire nécessaire}} sur les passages mal sourcés. (août 2022)
L'Institut d'études politiques de Grenoble revendique 12 000 diplômés depuis sa création
Des femmes et des hommes illustrent la diversité des parcours des anciens élèves :

#### Personnalités politiques
- Olivier Dussopt, ministre du Travail, du Plein emploi et de l'Insertion, député.
- Mohammed Bedjaoui, ancien ministre algérien de la Justice, et des Affaires étrangères.
- Louis Besson, ancien ministre de l'Équipement, du Logement, des Transports et de la Mer.
- Sophia Chikirou, conseillère en communication et femme politique.
- Michel Destot, ancien maire de Grenoble, député.
- Virginie Duby-Muller, députée de Haute-Savoie, vice-présidente de groupe parlementaire à l'Assemblée nationale.
- Estelle Grelier, secrétaire d'État chargée des collectivités territoriales de 2016 à 2017.
- Bernadette Laclais, ex-députée-maire de Chambéry.
- Thierry Repentin ancien ministre délégué aux affaires européennes, sénateur.
- André Vallini, ancien secrétaire d'État chargé du Développement et de la Francophonie, sénateur.
- Gwendoline Delbos-Corfield, députée européenne.

#### Fonction publique
- Emmanuel Bonne, diplomate, conseiller diplomatique du président de la République.
- Didier Casas, conseiller d’État, secrétaire général du groupe TF1.
- Philippe Colombani, diplomate.
- Bernard Kessedjian, diplomate.
- Jacques Lambert, préfet, président du comité de pilotage de l'Euro 2016 de football et ancien directeur général de la Fédération française de football[42].
- Jean-Luc Névache, préfet, conseiller d’État, Président de la Commission d’accès aux documents administratifs (CADA).
- Gérard Vincent, IGAS
- Agnès Callamard, ONU, Secretaire générale d’Amnesty International[43].
- Fathallah Sijilmassi, Secrétaire général de l'Union pour la Méditerranée.

#### Journalistes
- Philippe Borrel, journaliste, auteur et réalisateur de films documentaires pour Arte et France TV.

- Luc Bronner, journaliste, directeur des rédactions du Monde de 2015 à 2020.
- Éric Conan, journaliste à Marianne.
- Coralie Delaume, Blogueuse, Essayiste, journaliste à Marianne et au Figaro.
- Olivier Galzi, journaliste à i>Télé puis à LCI.
- Françoise Joly, journaliste de télévision.
- Laurent Mauduit, journaliste d'investigation, cofondateur de Mediapart.
- Jean-Dominique Merchet, journaliste à L'Opinion.
- Philippe Robinet, directeur général des Éditions Kero, directeur général des éditions Calmann-Lévy.
- Caroline Roux, journaliste à Europe 1 et à France 5[44].
- Benjamin Sportouch, journaliste, Chef du service politique de RTL.
- Agnès Vahramian, correspondante permanente aux États-Unis puis à Jérusalem (2022), France Télévisions[45].
- Léa Lejeune, journaliste économique, à Challenges et Libération, cofondatrice de l'association féministe Prenons la Une.
- Céline Pina, journaliste et essayiste.
- Nicolas Geay, journaliste sportif au sein de France Télévision.

#### Enseignement supérieur & recherche
- Paul Cassia professeur de droit, université Paris 1 Panthéon Sorbonne.
- Sophie Dubuisson-Quellier directrice de recherche au CNRS, Membre du Haut Conseil pour le Climat, Présidente du conseil scientifique de l'ADEME, codirectrice de la Revue française de sociologie.
- Frédéric Encel Essayiste et géopolitologue.
- Pierre Muller, directeur de recherche au CNRS, ancien secrétaire général de l'association française de science politique.
- Renaud Payre Directeur de Sciences Po Lyon.
- Benjamin Morel, maître de conférences en droit Public à l'université Paris 2 Panthéon-Assas, chroniqueur politique sur plusieurs chaînes TV.

#### Divers
D'autres élèves ont acquis une notoriété importante :
- Arthur Bernard, historien et romancier (également professeur à l'IEP de 1968 à 2008).
- Florence Cathiard, propriétaire du domaine viticole bordelais grand cru classé Château Smith Haut Lafitte.
- Antoine de Galbert, collectionneur d'art contemporain[46].
- Gwendoline Cazenave, directrice de l'Eurostar depuis 2022.
- Solenn de Royer-Dupré, romancière.
- Marc Dugain, réalisateur et romancier.
- Olivier Bleys, romancier.
- Cary Fukunaga, ancien élève de Sciences Po Grenoble en 1997 est le nouveau réalisateur du James Bond "Mourir peut attendre" en remplacement de Danny Boyle qui a quitté le projet[47].
- Alexandre Poussin, écrivain-voyageur et réalisateur de documentaires français.
- Adrien Roux, créateur de l'Alliance citoyenne[48].
- Mercotte, animatrice d'émissions de télévision culinaires.

### Textes de droit
- Décret no 48–778 du 4 mai 1948 portant création de l'Institut d'études politiques de l'université de Grenoble, publié au JO du 5 mai 1948, page 4362.
- Décret no 69-56 du 18 janvier 1969 relatif aux instituts d'études politiques d'Aix, de Bordeaux, de Grenoble, de Lyon, de Strasbourg et de Toulouse (abrogé par le décret no 89-901)